# Ноел Бъкстон
Ноел Едуард Бъкстон, първи барон Ноел-Бъкстон (на английски: Noel Noel-Buxton) е английски политик, член на парламента от Либералната и по-късно от Лейбъристката партия, инициатор на създаването на Балканския комитет. Министър на земеделието и рибарството в двете правителства на Рамзи Макдоналд. 

## Биография
Братя Бъкстон произхождат от семейство с хуманистични традиции. Дядо им, Томас Фауел Бъкстон, е един от радетелите за отмяна на робството през първата половина на XIX век. Баща им, също Томас Фауел Бъкстон, е губернатор на Южна Австралия в края на XIX век, но преди това е участвал в организацията на т.нар. „българска агитация“ (обществено движение, инициирано от Уилям Гладстон в защита на българите след потушаването на Априлското въстание).
Семейството има пивоварна фабрика и двамата братя получават добро образование. Симпатиите и на двамата клонят към Либералната партия.
В началото на века Ноел пътува до Македония, все още в границите на Османската империя, където е разтърсен от експлоатацията на християнското население. До началото на Балканските войни пътува почти всяка година до Балканите, установява контакти с местни политици, пише книги и се превръща в един от най-добрите познавачи на балканските проблеми във Великобритания
Избран е за депутат в Парламента от Либералната партия през 1905 година. Групира около себе си депутати, общественици и журналисти, които имат афинитет към външната политика и по-късно създават Балканския комитет.
Заедно с брат си Чарлз Бъкстон, също депутат, през есента на 1914 година пътуват до България, Румъния и други балкански страни с неофициалната мисия да лобират за неутралитет на България в Първата световна война. По време на пътуването срещу тях е извършен атентат от Хасан Тахсин (турски екстремист и член на Тешкилат-и Махсуса), в който двамата са ранени. След завръщането си публикуват книгата „Войната и Балканите“ (на английски: The War and the Balkans) (Лондон, 1915)

## Памет
Булевард „Братя Бъкстон“ (Карта) в София е наречен на името на братята.